# Re.
『Re.』（アールイー）は、2004年12月8日にリリースされた上戸彩の3枚目のアルバム。

## 解説
- 前作『MESSAGE』より、およそ9ヶ月ぶりの発売となる。CCCD。
- 「Re.」（英語でReply、Responseなどの意）は、前作の「MESSAGE」に対しての答え、という意味を込めて名付けられた。
- 本作は、ウインターラブソング中心のアルバム。
- 2004年12月末までの期間限定特典として、六つ折りミニポスター封入。
- 発売記念イベント『Re.みんな待ってるネ！Aya's X'mas Party 2004』参加券両方に封入。

## 収録曲
1. winter love
作詞：中島有紀、作曲・編曲：家原正樹
2. ウソツキ
作詞：織田哲郎・NORI、作曲：織田哲郎、編曲：織田哲郎・長田直也
10thシングル
3. name of love
作詞：shungo.、作曲：森元康介、編曲：h-wonder
4. シンジラレナイ=シンジタイ
作詞：田中花乃、作曲：酒井ミキオ、編曲：鈴木Daichi秀行
5. 風 ～南風バージョン～
作詞：三浦徳子、作曲：織田哲郎、編曲：長田直也・岡田光司
8thシングル
NHK教育テレビアニメ「忍たま乱太郎」第18代目エンディングテーマ
6. 冬の花火
作詞・作曲：広沢タダシ、編曲：上杉洋史
7. あふれそうな愛、抱いて
作詞：三浦徳子、作曲：織田哲郎、編曲：清水信之
9thシングル
ロッテ「爽」CMソング
8. 涙をふいて
作詞：広沢タダシ、作曲・編曲：Sin
9thシングルのカップリング曲
東映配給アニメ映画「劇場版 金色のガッシュベル!! 101番目の魔物」主題歌
9. 世界中がハッピーバースディ
作詞：三浦徳子、作曲：藤井宏一、編曲：河野伸
10. あの人に会いたい  -"Re." Style-
作詞：荒木伸二、作曲：川西純・川嶋可能、リミクサー：Koma2 Kaz
11. 愛のために。-B2f's love affair mix-
リミクサー：B2f